# 王様の心臓〜リア王より〜
『王様の心臓〜リア王より〜』（おうさまのしんぞう リアおうより）は、日本テレビ系列で2007年4月6日に放送されたテレビドラマ。シェイクスピアの『リア王』を模して制作されている。視聴率10.1％

## あらすじ
ハジメ屋会長の刈谷一が狭心症で倒れたところからドラマがスタートする。
刈谷一には3人の娘がいた。一人はレストラン経営を父から任された「ゆり」、一人は歯科医の夫を持つ専業主婦「あやめ」、そしてもう一人は、父の反対を押し切って入った劇団で大道具係をしている「さくら」である。倒れた父は、医者から仕事の引退を勧告され、一日検査入院を余儀なくされる。
妻を早くに亡くしていた一は、退院を期に一人暮らしをやめて娘と同居したいと言いだす。
最初は渋っていたが、「面倒を見てくれたものには、すべての財産を譲る」という父の言葉に目の色を変えるゆりとあやめ。しかし、さくらはさほど興味を示さないばかりか、父とは暮らせないときっぱりと言いきる。一は最も信頼していたさくらに裏切られたと思い、愕然とする。
実験的に同居してみようと言い出したのは長女のゆりだった。しかしゆりは内緒でホストと同居しており、いきなり来訪した父に右往左往する。なんとか糊塗しようとするが、ホストとの同居ばかりか、任されていたレストランの経営不振まで突き止められてしまう。そのことで逆上したゆりは、父に出て行けと言い放つ。
次女あやめの家に現れた一を、あやめの夫や子供も好意的に受け入れているように見えた。しかしそれがすべて、金のための誤魔化しであることを知った一は、あやめとの同居も止めてしまう。
その後、会社に向かった一はそこでも邪魔者扱いされてしまう。己の居場所を無くした一は、一人出て行ってしまうのだが……。

## 登場人物・キャスト
刈谷一（演：西田敏行）
ハジメ屋の創業者で、ゆり、あやめ、さくらの父親
刈屋さくら（演：井上真央）
劇団の大道具係をしている刈谷家の三女。
刈谷ゆり（演：若村麻由美）
レストランの経営者。刈谷家の長女。
今野あやめ（演：中島知子）
繁の妻で専業主婦。刈谷家の次女。
黒田数男（演：佐野史郎）
ハジメ屋の専務。密かに社長の座をねらっている。
江戸川雅人（演：大倉孝二）
ゆりが通っているホストクラブのホスト。ゆりと同居。
今野繁（演：吹越満）
あやめの夫で、職業は歯科医。
金井俊太（演：福士誠治）
劇団の照明係。密かにさくらに恋心を抱いている。
安藤（演：猪野学）
黒田の部下
都バスの運転手（演：石丸謙二郎）
刈谷花枝（演：坂口良子）
剣持高夫（演：長門裕之）
一の専属の運転手

## スタッフ
- プロデューサー：前田伸一郎、小泉守、大野哲哉
- 脚本：井上由美子
- 音楽：糸川玲子
- 演出：雨宮望